# 2016년 15세 이하 청소년 야구 월드컵
제15회 15세 이하 청소년 야구 월드컵(15U Baseball World Cup)은 2016년 일본에서 열린 청소년 야구 월드컵이다.